# Madonna col Bambino in gloria tra i santi Francesco e Chiara
La Madonna col Bambino in gloria tra i santi Francesco e Chiara è un dipinto a tempera e oro su tavola (56,5x42 cm) di Gentile da Fabriano, databile al 1390-1395 circa e conservato nella Pinacoteca Malaspina a Pavia.

## Storia
L'opera proviene verosimilmente dal convento di Santa Chiara la Reale a Pavia, fondato nel 1380 dalla madre di Gian Galeazzo Visconti Bianca di Savoia e tenuto dalle monache clarisse.
Il dipinto, che è uno dei più antichi attribuiti a Gentile, confermerebbe così la sua presenza in ambito pavese alla fine del XIV secolo, dove probabilmente ebbe luogo la sua formazione artistica, presso la rinomata scuola di miniatura locale.

## Descrizione e stile
Come in alcune delle migliori opere di Gentile, la tavola presenta già una straordinaria lavorazione dell'oro, derivata dall'esempio di Giovannino de' Grassi: Maria, col Bambino in braccio, infatti è seduta su un invisibile trono celeste di cui si intuisce la base dai fitti meandri di nuvolette e dai raggi luminosi incisi direttamente sul fondo oro e visibili ottimamente in controluce. Con lo stesso procedimento sono ricavati anche l'angelo annunciante e la Vergine annunciata, piccoli e negli angoli in alto, nonché le aureole e i nomi dei due santi ai lati di Maria, Francesco e Chiara d'Assisi. L'oro è modulato con sottigliezza anche nella croce di san Francesco e nella spilla che regge il manto di Maria.  
Le figure, fasciate da vesti dai contorni molli e fluttuanti, presentano colori saturi, che ne accentuano la consistenza, a fronte dell'effetto astratto e raffinato dello sfondo dorato lavorato. Particolarmente pastosa è la stesura nei volti e nel corpo di Gesù, che compie una torsione rivolgendosi, ricambiato, verso Chiara, modello spirituale per le monache, mentre la Vergine è voltata verso Francesco che la guarda intensamente. Tra madre e figlio si instaura una gestualità familiare ed affettuosa, con la manina che regge un dito di Maria e la donna che regge i piedi del figlio con l'altra mano. 
Effetti di sfumatura tipici di Gentile, morbidissimi e ovattati, si vedono nella tonsura del santo, il cui volto e le cui pieghe rilassate del collo dimostrano quel dolce naturalismo del migliore gotico internazionale in Italia.